# 6101 Томокі
6101 Томокі (6101 Tomoki) — астероїд головного поясу, відкритий 1 березня 1993 року.
Тіссеранів параметр щодо Юпітера — 3,613.
Названо на честь Томокі (яп. ともき(智樹) томокі).